# Смородинское сельское поселение (Яковлевский район)
Сморо́динское се́льское поселе́ние — упразднённое муниципальное образование в Яковлевском районе Белгородской области.
Административный центр — село Смородино.
19 апреля 2018 года упразднено при преобразовании Яковлевского района в городской округ.

## История
Смородинское сельское поселение образовано 30 декабря 2010 года в соответствии с Законом Белгородской области № 17 в результате разукрупнения городского поселения «Посёлок Яковлево».

## Население
| 2012 | 2013 | 2014 | 2015 | 2016 | 2017 | 2018 |
| ---- | ---- | ---- | ---- | ---- | ---- | ---- |
| 673  | ↗692 | ↗702 | ↗737 | ↘730 | ↗731 | ↗732 |

## Состав сельского поселения
| № | Населённый пункт | Тип населённого пункта       | Население |
| - | ---------------- | ---------------------------- | --------- |
| 1 | Глушинский       | хутор                        | ↗58       |
| 2 | Каменский        | хутор                        | ↗57       |
| 3 | Непхаево         | село                         | ↘38       |
| 4 | Смородино        | село, административный центр | ↗517      |